# 灰蓝蝾螈
灰蓝蝾螈（学名：Cynops glaucus），一种于中华人民共和国广东省五华县棉洋镇美光村莲花山脉地区发现的两栖动物，隶属于蝾螈科蝾螈属。

## 形态特征
灰蓝蝾螈体型较小，雄螈全长65.17～74.50毫米，雌螈全长83.40～95.93毫米。头部扁平，头长大于头宽。皮肤粗糙，富有小痣粒。体背、头背部、四肢和尾背部具有较多的不规则灰蓝色斑块，咽喉部、体腹面和泄殖腔具有不规则橘红色斑块，体腹中央橘红色形成纵行条带；前、后肢基部腹面和掌、蹠部各有1个橘红色斑；肛前部橘红色，后部黑色；尾腹面均为橘红色。